# Joppa melanocephala
Joppa melanocephala är en stekelart som beskrevs av Cameron 1884. Joppa melanocephala ingår i släktet Joppa och familjen brokparasitsteklar. Inga underarter finns listade i Catalogue of Life.